# Jacques van Beek
Jacobus Henricus Nicolaas (Jacques) van Beek (Eindhoven, 13 januari 1930 – Veldhoven, 23 oktober 2008) was een Nederlands politicus van het CDA.
Hij was ondernemer en daarnaast gedelegeerde van de Agglomeratie Eindhoven voor hij in september 1983 benoemd werd tot burgemeester van de gemeenten Riethoven en Westerhoven. Begin 1995 ging Van Beek daar met pensioen maar omdat er een gemeentelijke herindeling aan zat te komen mocht hij op eigen verzoek aanblijven als waarnemend burgemeester. Op 1 januari 1997 gingen die gemeenten samen met Luyksgestel op in de gemeente Bergeyk waarmee zijn functies kwamen te vervallen. Eind 2008 overleed Van Beek op 78-jarige leeftijd.